# Zwack Unicum Nyrt.
A Zwack Unicum Nyrt. (vagy egész egyszerűen csak Zwack) egy szeszesital-gyártó cég. Legismertebb itala az Unicum.

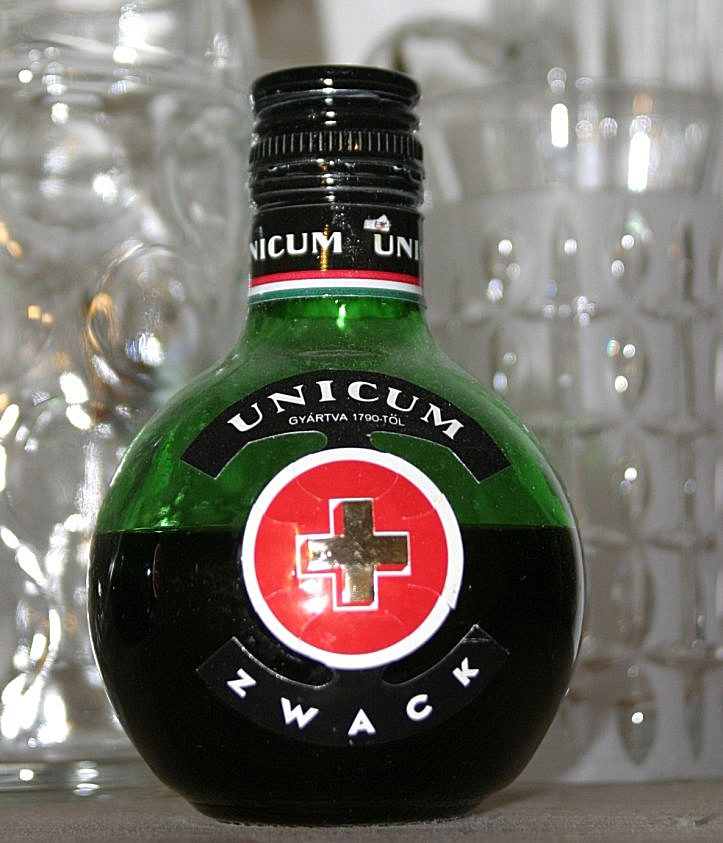
Az Unicum 2000-es évekbeli palackozása.

## Zwack Unicum

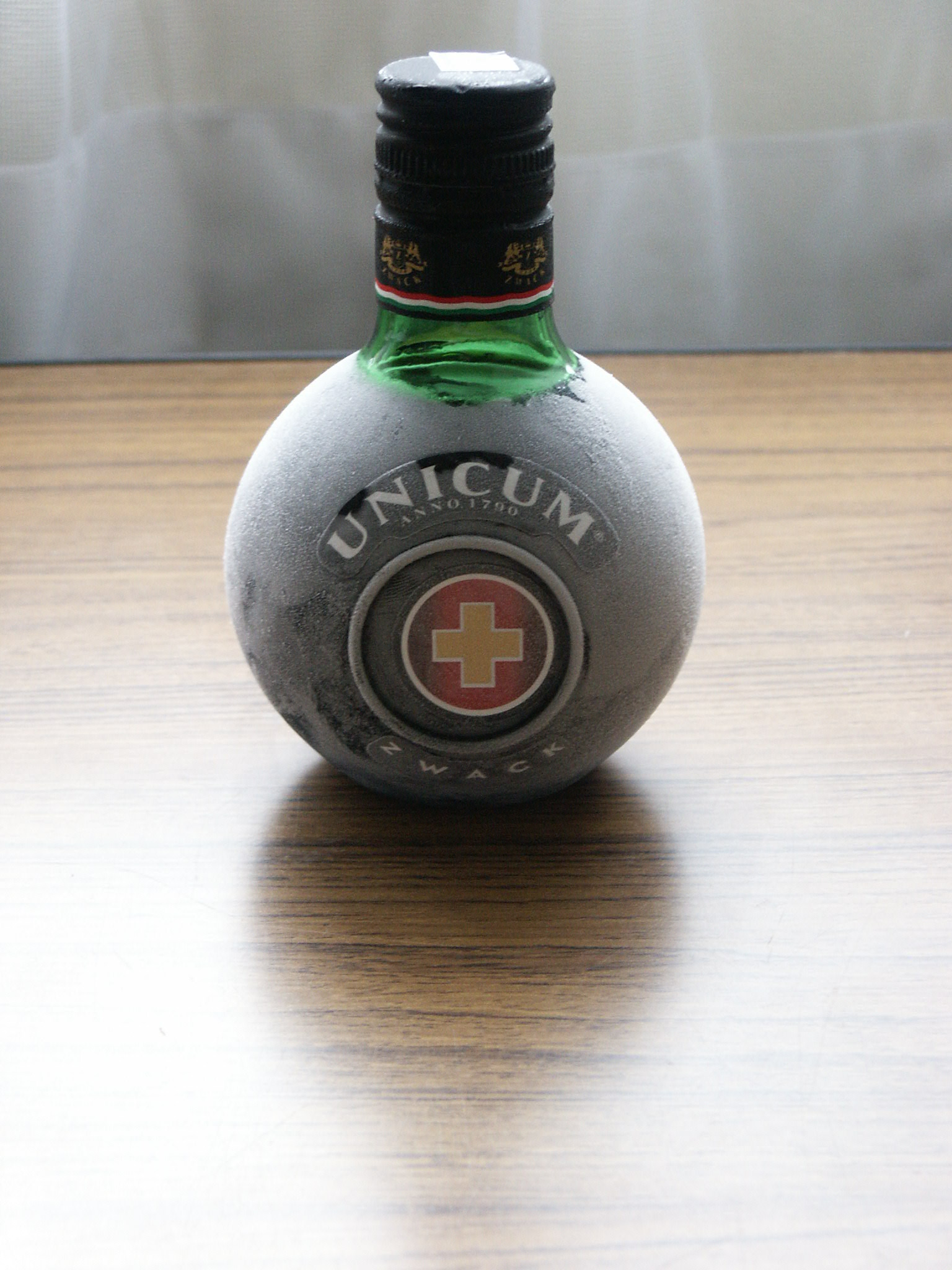
Egy lefagyasztott 0,2 l-es palack Zwack Unicum

A Zwack márka kétségtelenül legfontosabb terméke az Unicum keserűlikőr, amely a gyártó legrégebbi történelmi gyökerekkel rendelkező itala és a neve teljesen egybeforrt a márkával. Évente hozzávetőleg 3 millió liter gyomorkeserű kerül forgalomba, döntően Magyarországon.

### Az Unicum szó eredete
Az Unicum marketingjének egyik alappillére a tradicionalitás, az állítólag több, mint 200 éves múlt. A családi legendárium szerint a likőr a bécsi császári udvarban született: 1790-ben a Habsburg császár állítólagos magyar orvosa, dr. Zwack alkotta meg a gyógyító elixírt II. József számára, aki elismerő szavaival – „Das ist ein Unicum” (Ez teljesen egyedülálló!) – egyben el is nevezte a gyógynövényekből készült különleges likőrt. Az Unicum receptje titkos, a leírást állítólag az Esztergomi Bazilika Levéltárában őrzik.
Az állítólagos Zwack doktor létezését nem támasztják alá történelmi források, II. József magánorvosa pedig 1776-tól Joseph Barth volt, aki császári orvosi posztját II. József halála, majd saját 1791-es nyugdíba vonulása után is megtartotta.

### A márkazászlóshajója
Az Unicum valódi története legalább az 1883-as védjegyoltalom alá vételéig nyúlik vissza. A recept titkossága mindig fontos marketingelem volt az ital története során. Az államosításkor a család szerint úgy sikerült a titkot megőrizni, hogy Zwack Béla egy hamis receptet adott át a gyárat átvevő vállalatvezetőknek, így a család emigrációja alatt eltérő Unicum készült Magyarországon.

Az Unicum gyártása a minőségi növénylikőrök klasszikus módszerei szerint történik: a gyógynövények egy részét finomszeszbe áztatják (kivonatolják), míg más részüket az áztatás után lepárolják, így emelve ki olyan ízanyagokat, melyeket enélkül más anyagok elnyomnának. A kivonatolás átlagosan 3 hétig tart. A lepárlási és kivonatolási folyamatokból kinyert italkomponensek elegyét pár hétig hordókba teszik és érlelik, majd egy gyártótartályba fejtik át, ahol cukrot adagolnak hozzá. Az így elkészült nyers italt ekkor tölgyfahordókba töltik és körülbelül fél évig érlelik.
Az Unicum palackozásához használt üveg és címke részletei többször is változtak az ital története során (legutóbb a 2000-es években, amikor a palack ismét hosszabb nyakat, a címke pedig átlátszó fóliát kapott), de stílusuk szintén része az Unicum tradíciójának. A gyártó szerint eredetileg a gömb formának üzenete is volt: a platóni filozófia szerint a gömb jelképezi a tökéletességet, amely az ital tökéletességét is szimbolizálja.
Az Unicum marketingleírása
- Az Unicum...több mint 200 éve képviseli a folyamatosan kiváló minőséget, karakteres ízélményt, és a magyar tradíciót. Bár az Unicum receptje titkos, annyi bizonyos, hogy több mint 40-féle gondosan válogatott gyógy- és fűszernövény keverékéből készül. Sajátságos, keserédes ízét, különleges harmóniáját a 6 hónapos tölgyfahordós érlelési periódus teljesíti ki.
- Az Unicum jótékony hatásának köszönhetően akár méltó bevezetője, akár lezárása lehet az étkezéseknek. Ihatjuk hűtve, nagyszerű összetett ízét pedig leginkább szobahőmérsékleten élvezhetjük. Fogyaszthatjuk long drink formájában is.[8]

### Unicum Next
Az Unicum márka fiatalítását 2004-ben határozta el a Zwack, mivel a fiatalabb generációk ízlésvilága kezdett elfordulni a tradicionális Unicumtól. A cél egy a nemzetközi italtrendeknek jobban megfelelő, de a tradíciókat is továbbvivő új ital létrehozása volt, ez lett az Unicum Next. A piackutatási eredmények a hidegebb, édesebb és alacsonyabb alkoholtartalmú italok kedvezőbb fogadtatását jelezték és a Zwack ebbe az irányba fordult. Az új ital lényegében ugyanazokból az alapanyagokból készül, csak az összetevők arányain változtattak a gyártás során: a kesernyés gyógynövényekből kevesebb, a szárított citrusfélékből többet tettek bele. Az alkoholtartalmon is változtatott a gyártó, 40 fokról 35 fokra csökkentette a likőr erősségét. Az arculathoz tartozik az ital hűtése, amelyet új tervezésű poharakkal támogatott a gyártó, amelynek szervírozását szintén hűtve ajánlja.
Az Unicum Next marketingleírása
- Az Unicum Next, az Unicumot alkotó gyógynövények új kompozíciója, a Zwack család hatodik generációja által 2004-ben kifejlesztett félkeserű likőr. A termék gyártási folyamata megegyezik az Unicum esetében már több mint 200 éve bevált és tökéletesre fejlesztett folyamattal. Ez esetben is alkalmazzák a desztillálás és a kivonatolás technikáját, így az Unicum Next is a kiváló minőségű italok közé sorolható. Az Unicum Next édeskés, mert a gyógynövények helyett citrusos gyümölcsök adják friss ízét, némileg alacsonyabb alkoholtartalommal. Általában hűtve, hűtött pohárból fogyasztják, különféle koktélok, long drinkek is készíthetők belőle.[10]

## St. Hubertus
A St. Hubertus félédes növényi likőr. Eredeti gyártója a legrégebbi magyar likőrgyárak egyike, az 1839-ben alapított Braun Likőrgyár (későbbi nevén Braun Testvérek Likőrgyár), megalkotója Braun Géza volt, aki 1904. november 10-én vetette védjegyoltalom alá az ital nevét. Készítéséhez többféle népszerű gyógynövény és narancshéj kivonatát használják fel. A színezését karamellel végzik.

Gyártása az 1949-es államosításkor a Magyar Likőripari Vállalathoz, majd később az abból kiváló Budapesti Likőripari Vállalathoz került. 1991-ben az utóbbi gyárat privatizáló Zwack-hoz került a St. Hubertus receptje és gyártási joga, aki az egykori konkurens italát jelentős márkafejlesztéssel napjainkban is készíti. Alkoholtartalmát a korábbi 40%-ról több lépcsőben 33%-ra csökkentették.
A St. Hubertus marketingleírása
- A Hubertus a vadászok védőszentjéről, St. Hubertusról elnevezett klasszikus magyar likőr, mely több mint 100 éve készül titkos receptúra alapján. Könnyű, narancsos ízének köszönhetően igen kedvelt ital. A Hubertus család egyik változata, a még könnyedebb ízű St. Hubertus 33 pedig inkább a fiatalabb generációnak készült.[13]

### St. Hubertus 33
A St. Hubertus 33 az Unicum Nexthez hasonló szerepet tölt be a Zwack márkapalettáján. A fiatalok ízlésvilágát megcélzó gyártó kissé változtatott az eredeti Hubertus recepten. Ez a fajta 33 gyógynövény felhasználásával készül, további aromák és citromsav hozzáadásával ízesítik, valamint karamellel színeznek. Az italt 33%-os töménységgel hozzák forgalomba – innen a név, megjelenésekor ugyanis az „eredeti” St. Hubertus még 36%-os volt.

## Vilmos
A Vilmos termékcsalád elődje a szocializmusban már ismert „Vilmos körtepálinka”, amely – a korabeli szabályozásnak megfelelően – már akkor sem feltétlenül valódi körtepálinka volt. A 2000-es évekbeli Zwack Vilmos szeszesitalt először a korábban is jellemző módon, körtepálinka és finomszesz keverékéből gyártották, majd a 2010-es években rövid ideig törkölypálinka és aromakészítmény, végül finomszesz és aromakészítmény felhasználásával is készült. Jelenlegi összetétele nem nyilvános, de termékleírása szerint „ízét és illatát, a készítése során felhasznált egyedi, vilmoskörte eszenciának köszönheti”.
A Vilmost is termékcsaláddá egészítették ki egy mézes és egy mézes ágyas változattal, illetve körteágyas vegyespálinka is helyet kap benne. A termékcsalád tagjai árban és minőségben nagyban hasonlítanak a Fütyülős termékcsaládra.

### A Vilmos italcsalád tagjai
- Eredeti Vilmos (szeszes ital)
- Mézes Vilmos (likőr)
- Vilmos Mézes Ágyas Körte (likőr)
- Vilmos körte ágyas [sic!] pálinka (körteágyon érlelt vegyespálinka)

A Vilmos marketingleírása
- Magyarország egyik legismertebb italmárkája a Vilmos, amely jellegzetes aromájú, gondosan erjesztett és desztillált körtepárlat felhasználásával készül. Tisztán fogyasztva érvényesül az ital intenzív illat- és íz harmóniája, de long drinkek készítésére is alkalmas.[16]

## Fütyülős

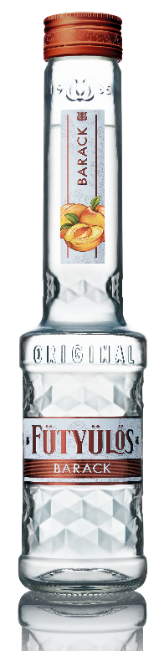

A Fütyülős termék és márkanév eredetileg Zwack János és Béla ötlete alapján született meg az 1960-as években. A sokak által ismert és kedvelt, tradicionális Fütyülős márka megőrizte a múlt értékeit és hagyományait, de lépést tartva a modern kor elvárásaival, megfiatalodott és termékcsaláddá bővült. A Fütyülős megőrizte gyümölcsösségét, azonban a tradicionális barackíz mellett megszületettek a mézes ízek is, melyeket zamatos akácméz tesz még selymesebbé.

### Történet
A Fütyülős márkát 1935-ben jegyezte a be a Zwack Unicum Nyrt. jogelődje.
A Fütyülős elődje Fütyülős Barackpálinka néven született meg az 1960-as évek közepén, amikor az emigrációban élő Zwack Béla és Zwack János a 30-as évek legendássá vált magyar pálinkájának Zwack-változatát kifejlesztette és gyártani kezdte. A mintaként szolgáló őspálinka jóval korábban, az 1800-as évek közepi filoxéra-járvány idején született meg, amikor a Kecskemét környéki barackosokban termett gyümölcsből előállított gyümölcspárlat pótolta a megbetegedett szőlő miatt kiesett italtermést.
A kecskeméti barackpálinka a „fütyülős” jelzőt pedig a palackról kapta, amibe általában töltötték (fütyülősnek nevezték a még a török időkben elterjedt, alul hasas, vállban végződő testű és rendkívül hosszú nyakú üveget, amelybe főként pálinkát, de esetenként bort is töltöttek).
Az egyedi formájú Fütyülős palack a 18. századból ered, az Osztrák-Magyar Monarchia idején kocsmákban használták bor és szeszesital tárolására. A Fütyülős jelzőt azért kapta, mert az emberek belefújtak az üveg széles nyakába és fütyülő hanggal jelezték, hogy a palackjuk kiürült.
A legnagyobb publicitást és nemzetközi hírnevet akkor kapta az ital, amikor Edward walesi herceg, (a későbbi VIII. Edward brit király) 1936-ban hazánkba látogatott és a hagyomány szerint nagyon megkedvelte a kecskeméti Fütyülős pálinkát.
A városi legendák szerint Edward a párlat iránti elragadtatásának ekképpen adott kifejezést: „Szódával jobb, mint a whisky, teában jobb mint a rum.” Ezt a történelmi italt gondolta újra a két Zwack, János és Béla.

### 2000-es évek

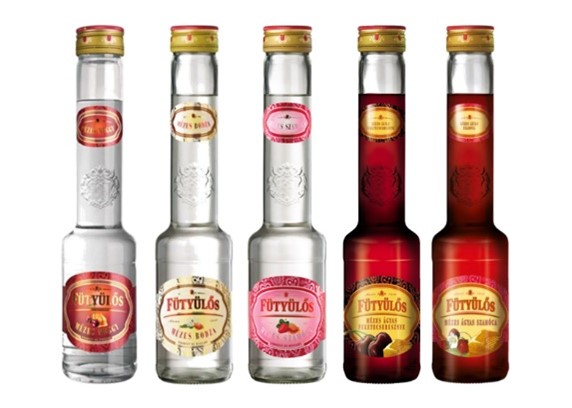

A 2000-es évek elején a Zwack a piaci igényekhez alakította a Zwack Kecskeméti Pálinka Manufaktúra által gyártott Fütyülős barackpálinkát. A kisebb alkohol tartalmú, ízesített italok iránt volt igény. Így ebben az időben a barack mellett más ízek is megjelentek a Fütyülős portfólióban, valamint a mézzel ízesített változatok is ekkor kerültek először forgalomba.

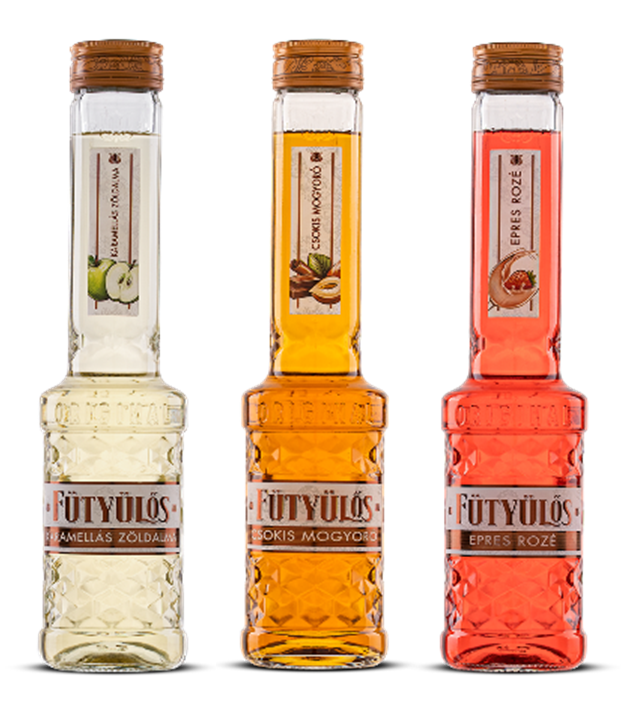

2013-ban a márkára jellemző innovatív szellemnek köszönhetően új, merész ízek jelentek meg a Fütyülős családban, úgy mint a Karamellás Zöldalma, a Csokis Mogyoró és az Epres Rozé. 2021 januárjában a Fütyülős család egy egzotikus, különleges ízzel, a Kókusz-Ananásszal bővült, melyben a trópusi ízjegyek tökéletes harmóniát alkotnak, különleges élményt adva ezzel a fogyasztójának.

### Arculat

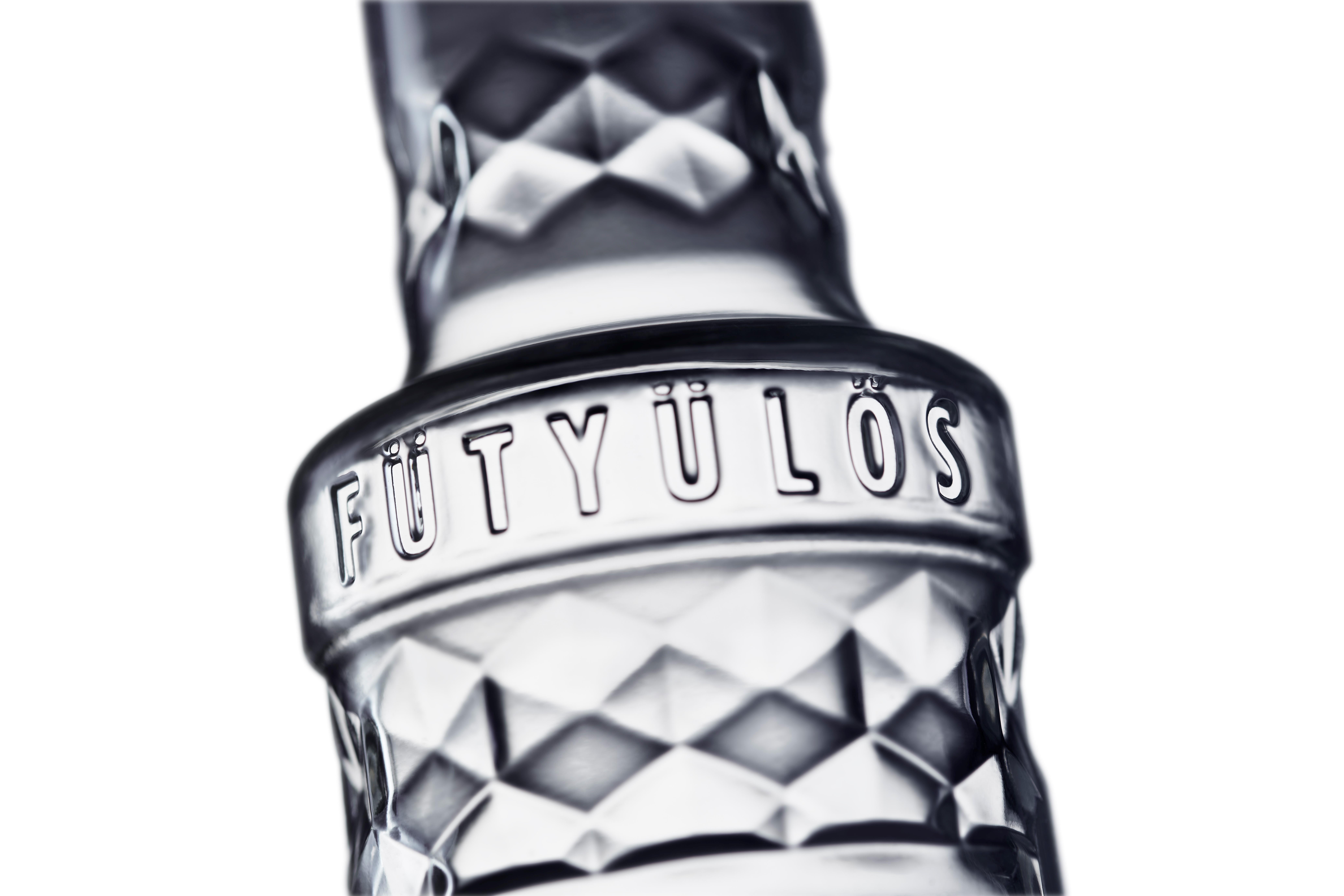

Az ikonikus palackformát megtartva egy új, dombornyomott méhsejtmintákkal díszített palack született meg 2018-ban, mely utalás a Fütyülős aromavilágát meghatározó hozzávalóra, a mézre. A kezdetektől is öröklődő tulipán motívum és az évszám utal vissza a kezdetekre. A kupak réz színe tisztelgés a régmúlt lepárlóüstjei előtt. A címkén egyszerre jelenik meg a hagyomány és a letisztult Fütyülős logó.  

### A Fütyülős italcsalád tagjai

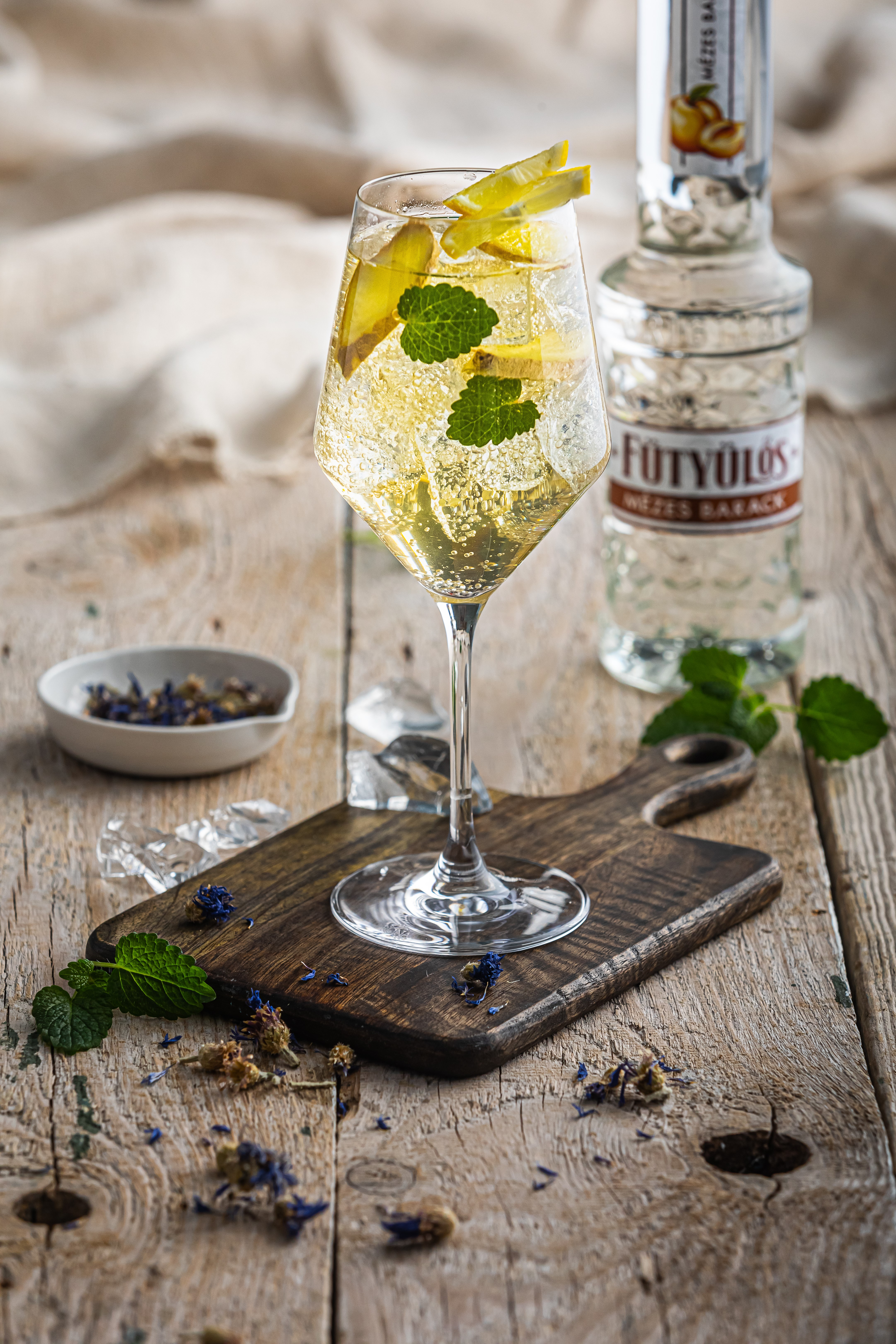

-       Fütyülős Barack
-       Fütyülős Mézes Barack – Fütyülős Barack Mézzel
-       Fütyülős Mézes Málna – Fütyülős Málna Mézzel
-       Fütyülős Mézes Szilva – Fütyülős Szilva Mézzel
-       Fütyülős Mézes Ágyas Feketecseresznye – Fütyülős Feketecseresznye Mézzel
-       Fütyülős Mézes Kékáfonya – Fütyülős Kékáfonya Mézzel
-       Fütyülős Karamellás Zöldalma
-       Fütyülős Csokis Mogyoró
-       Fütyülős Epres Rozé
-       Fütyülős Kókusz-Ananász
A 0,5 l-es kiszerelések mellett 0,2 l-es kiszerelésekben elérhető a barack mézzel, a csokis mogyoró illetve a feketecseresznye mézzel íz, ezen kívül ezen ízek 0,04-es kiszerelésekben is elérhetőek. Fogyasztását shotként illetve long drink (koktél) formájában ajánlják.

## Hírös Kecskeméti
A Hírös kecskeméti pálinka a Fütyülőssel egy tőről fakadó, ám teljesen más termék-életpályát bejáró ital a Zwack kínálatában. Napjainkra – ahogy lényegében a Zwack minden itala – termékcsaláddá fejlődött, ám ez az italcsalád az egyetlen a cég marketingcsoportjai között, amely nem homogén, hanem azonos márkanév alatt kétféle típust is magába foglal. Az italcsalád alapját a Kecskemét környéki gyümölcsök, kiváltképpen a kajszibarack különlegesnek tartott termőtulajdonságai jelentik, amelyből az 1800-as években kifejlődött egy híres barackpálinka. A Zwack az 1920-as évektől vette gyártásba a kecskeméti barackpálinkát helyi üzemében, majd 1937-ben Hírös Kecskeméti barackpálinka néven le is védette termékét.
A Hírös italcsaládot a Zwack Kecskeméti Pálinka Manufaktúra készíti, a cég standard minőségi osztályú termékeként.
A 2000-es években a cég – némileg az új italszabályozás hatására – újrapozicionálta a választékát, amely folyamatban a Fütyülős az olcsó szeszesital-szegmensbe, a Hírös pedig a pálinka kategóriába került. A Hírös tehát 100%-ban gyümölcsből készült párlat, így viselheti a pálinka elnevezést és mint ilyen, magasabb előállítási költségei miatt a magasabb árkategóriába is került.

Az újrapozicionálás egyben az italcsaláddá fejlesztés ötletét is felvetette a vállalatban és a Hírös más gyümölcs ízekben is megjelent (pl. körte, alma, meggy). A vásárlói ízlés piackutatások által jelzett változása – tudniillik az édesebb, gyengébb italok iránti kereslet – egyúttal életre hívta a mézes pálinka portfóliót. Mivel azonban a pálinkatörvény a párlat semmiféle ízesítését nem teszi lehetővé, ezért a pálinka alapból, méz hozzáadásával édesített italokat nem nevezhette pálinkának a gyártó, így megszületett a Hírös márkanéven belül a „pálinkaalapú likőr” kategória. Az új italcsalád már csak azért sem maradhatott pálinka, mert gyártástechnológiai okok miatt – a megkívánt legalább 37,5 százalékos alkoholtartalom mellett az ital beopálosodna (zavarossá válna) – a töménységet 35 fokosra kellett csökkenteni.

### A Hírös Kecskeméti italcsalád tagjai
- Hírös Kecskeméti Barackpálinka
- Hírös Kecskeméti Meggypálinka
- Hírös Kecskeméti Almapálinka
- Hírös Kecskeméti Körtepálinka
- Hírös Kecskeméti Mézes Ágyas Berkenye likőr
- Hírös Kecskeméti Mézes Ágyas Áfonya likőr
- Hírös Kecskeméti Mézes Ágyas Barack likőr
- Hírös Kecskeméti Mézes Ágyas Körte likőr
- Hírös Kecskeméti Mézes Szőlő likőr
- Hírös Kecskeméti Mézes Ágyas Meggy likőr

A Hírös Kecskeméti marketingleírása
- Ahhoz, hogy megértsük a Zwack Kecskeméti Pálinka Manufaktúrában készülő pálinkák különlegességének és finomságának titkát, először is meg kell ismernünk a környék sajátosságait, amelyek a nemes gyümölcsökből készült pálinkák és pálinka alapú likőrök létrejöttéhez elengedhetetlenek.
- Kecskemét különleges adottsága a havi közel 300 óra napsütés, ami a homokkal együtt csodát művel a gyümölcsökkel. A fő érdekessége az, hogy a sok-sok órás napfényes meleget a homok részben visszaveri a fára, részben pedig akkumulálja, így gyakorlatilag a meleg környezet az érési időszakban folyamatos, ezáltal az érési folyamat pedig tökéletes. Ez a körülmény Magyarországon kecskeméti specialitás.
- A Zwack család több mint 200 éves története régóta szorosan összefonódik a pálinkagyártással és Kecskeméttel. 1937-ben a Hírös nevet levédette a Zwack, és barackpálinkáját ezután ezzel a jelzővel is felruházta.[18]

## Kosher család
A Kosher család a Fütyülős–Hírös–Kosher–Zwack Sándor Nemes pálinkatermék-piramis harmadik szintjére pozicionált prémium illetve szuperprémium minőségű pálinkákat és pálinkaalapú likőröket jelenti. A név egyben egy gyártási ellenőrzési eljárást jelent: az ital a zsidó kóser élelmiszerkészítési elveknek megfelelően készül. A gyártás teljes folyamatát – a gyümölcsszedéstől a palackozásig – az Ortodox Unió képviselői ellenőrzik, ügyelve annak minőségi megfelelőségére, a vallási előírások betartására. Ez a módszer egyben biztosítja a termék magas minőségét is, így a gyártó a magas kategóriába sorol(hat)ta ezen italai marketingosztályát.
A Kosher család italait már a két világháború között elkezdte gyártani a Zwack, így egyúttal ez is hagyományos terméknek számít a magyar piacon. A tradíció frissítéseként az eggyel alacsonyabb osztályba sorolt Híröshöz hasonlóan ebben a családban is megjelentek az ún. pálinka alapú likőrök, a mézes ízesítésű, csökkentett alkoholtartalmú változatok. Azonban a Híröstől eltérően (és tovább hangsúlyozva a minőségi lépcsőt) a Kosher mézes termékek egyben ún. „ágyas” italok is, azaz az érlelésük során az eredeti íznek megfelelő gyümölcsökből álló ágyon érlelődnek. A Kosher ágyas italok jellegzetessége, hogy szűrt, vagy tükrös eljárással készülnek, azaz a kb. 3 hónapos érést követően a gyümölcsöket kiszűrik és palackozásra csak a tiszta ital kerül.

### A Kosher italcsalád tagjai
- Kosher Reserve Szilvapálinka
- Kosher Szilva Pálinka
- Kosher Körte Pálinka
- Kosher Barackpálinka
- Kosher Mézes Ágyas Málna
- Kosher Mézes Ágyas Csipkebogyó
- Kosher Mézes Ágyas Szilva
- Kosher Mézes Ágyas Meggy

A Kosher marketingleírása
- A magyarországi prémium pálinka piac vezető márkája, a Zwack Kosher család tagjai különleges, prémium minőségű 100%-os tiszta gyümölcspálinkák, melyek különlegessége, hogy a gyümölcs teljes feldolgozása vallási felügyelő folyamatos ellenőrzése mellett történik, és az ő engedélyével kerülhet rá az üvegre a termék kiváló minőségét tanúsító Orthodox Union (OU) logó.
- A Kosher szilva-, körte- és barackpálinkák gondosan válogatott gyümölcsök felhasználásával készülnek Közép-Európa legmodernebb pálinka gyártó üzemében, a Zwack kecskeméti pálinka főzdéjében.[20]

## Zwack Sándor Nemes Pálinka
A Zwack Sándor Nemes Pálinka sem egyetlen italfajta, hanem egy pálinkacsalád, kis – esetenként 150 literben maximált – szériában gyártott, prémium minőségű gyümölcspárlatok gyűjtőneve, amelyek megfelelnek a pálinkagyártás törvényi feltételeinek. A Zwack Nemes italok a gyár marketingstratégiájának egy fontos szegmensét jelentik: a likőrök és az árversenyben harcoló szeszes italok, valamint a tradicionális tiszta pálinkák mellett a magas minőségű, az új fogyasztási trendeknek megfelelő, kis szériás, drága pálinkák piaci szeletében nyújtanak kínálatot. A vállalaton belül a Kecskeméti Pálinka Manufaktúra üzeme kapta a gyártás feladatát.
A pálinkacsalád még Zwack Nemes Pálinka néven kezdte karrierjét, ám a folyamatos marketingfejlesztés keretében megújulva a Zwack család legújabb nemzedékének a cégbe lépő tagjáról Zwack Sándorról (Zwack Péter fiáról) nevezték el és külsejében is megújult. A piackutatás során a következőképpen határozták meg a célcsoportot: „…35+-os, világlátott, magas jövedelemmel és társadalmi státusszal, főiskolai, vagy egyetemi végzettséggel rendelkező férfi. Egyedi, elegáns jelenség, akinek választását a minőség, a márkatudatosság határozza meg, vélemény- és divatformáló, sikeres férfi. A párlatot baráti társaságban fogyasztja, otthon, vagy a legjobb éttermekben, bárokban, esetleg ajándéknak szánja…” A Zwack tehát ennek a fiatal(os), kifinomult, innovatív rétegnek szánja az ugyanilyen tulajdonságokkal felruházott italt.
A pálinkák gyártása nagyon gondos technológiával történik. A folyamat a cefre előállításával kezdődik, kézi válogatott, sérülés nélküli gyümölcsök képezik a kiinduló anyagot, amelyet – jellegétől függően – kimagoznak, ám az ízhatás miatt 2-3 százaléknyi magot mégis benne hagynak. Ezután állandó, 18-20 C°-os hőmérsékleten erjesztik a gyümölcsöket. Ezután történik a lepárlás, amelyben szelektálják a jó minőségű és a gyengébb párlatokat (általában az elő és utópárlatot nem használják fel). A folyamat során előbb 80 fokosra párolják a gyümölcsmasszát, majd 2-3 naponta fokozatosan, kézzel adagolnak hozzá vizet, míg 40 százalékos nem lesz a nyers ital. Ezt követően 3 hónapig fémtartályokban pihentetik, végül fahordókban érlelik. A hordó faanyagát (eperfa, gesztenyefa, tölgyfa, diófa stb.) a gyümölcs jellegéhez választják. A fahordóban érlelés egy új technikáját is felhasználják a Nemes termékcsalád gyártásánál, a duplahordós érlelést. Zwack Sándor újítása, hogy egyes italokat nemcsak egy hordóban érlelnek, hanem az egyik érlelési folyamat után még egy másodikon is átesik az ital, hogy a különböző fáktól kombinált ízeket nyerjen.

### A Zwack Sándor Nemes Pálinkacsalád tagjai
- Zwack Sándor Nemes Magyar Kajszibarack Pálinka
- Zwack Sándor Nemes Besztercei Szilva Pálinka
- Zwack Sándor Nemes Erdei Szeder Pálinka
- Zwack Sándor Nemes Fehér Eper Pálinka
- Zwack Sándor Nemes Zamatos Szamóca Pálinka
- Zwack Sándor Nemes Aszútörköly Pálinka
- Zwack Sándor Nemes Fertődi Málna Pálinka
- Zwack Sándor Nemes Feketeribizke Pálinka
- Zwack Sándor Nemes Cigánymeggy Pálinka
- Zwack Sándor Nemes Feketeribizke Pálinka
- Zwack Sándor Nemes Cigánymeggy Pálinka
- Zwack Sándor Nemes Besztercei Szilva Pálinka
- Zwack Sándor Nemes Magyar Kajszibarack Pálinka
- Zwack Sándor Nemes Birs Pálinka
- Zwack Sándor Nemes Fűszeres Körte Pálinka
- Dupla fahordós érlelésű Érlelt Zwack Sándor Nemes Rózsabarack Pálinka
- Dupla fahordós Érlelt Zwack Sándor Nemes Penyigei Szilva Pálinka
- Érlelt Zwack Sándor Nemes Cigánymeggy Pálinka
- Érlelt Zwack Sándor Nemes Birs Pálinka
- Érlelt Zwack Sándor Nemes Besztercei Szilva Pálinka

A pálinkacsalád marketingleírása
- A Zwack Sándor Nemes Pálinkák fajtaazonos gyümölcsből, a legnagyobb gondossággal készülnek: csak a megfelelően érett gyümölcsöket használják fel, amelyeket kézzel válogatják és magozzák, végül pedig Európa legmodernebb kisüzemi lepárlóüzemében történik a gyártás és a palackozás. Minden egyes palack évszámmal és sorszámmal ellátva kerül a fogyasztókhoz, ezzel is hangsúlyozva a termékek különlegességét és korlátozott mennyiségét.[26]

## Kalinka

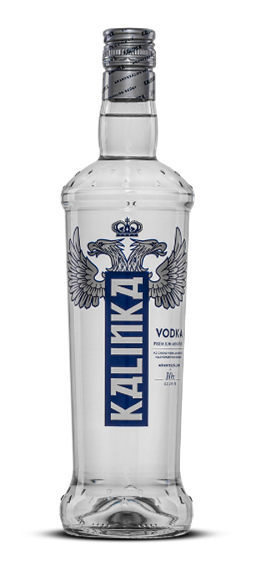

A Kalinka vodka nevét a híres orosz népdal, a Kalinka után kapta, melynek refrénjében nem kevesebb, mint háromszor szerepel egymás után. Tekintve, hogy egy tisztességes orosz buliban minimum tízszer elhangzik a nóta, nem csoda, hogy a Kalinka név sokak számára örökre összekapcsolódott Oroszországgal, akárcsak a klasszikus orosz ital, a vodka. A Kalinka szó egyébként borókát jelent magyarul, a vodka pedig vizecskét.
A Kalinkát az 1980-as évektől kezdte el gyártani és forgalmazni a Zwack.
A palack formája, főleg annak vállkiképzése, az orosz templomok jellegzetes hagymakupoláját hivatott felidézni.
A kétfejű SAS az orosz birodalom címerében visszatérő jelkép.

### Gyártási technológia

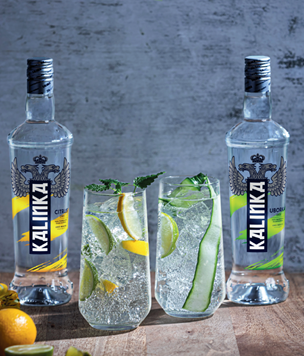

A Kalinka vodkát a legjobb minőségű gabonából készült párlat és ásványi anyagoktól teljességgel megtisztított víz alkotja. Az ital, az orosz vodkagyártási hagyományokra építve, gondos lepárlás és 10-szeres szűrés után nyeri el egyedülálló lágyságát és tisztaságát.

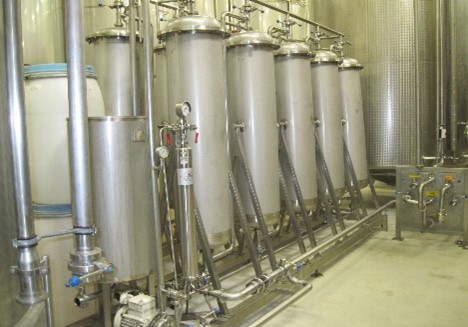

A gyártás során minden egyes cseppje 10db, egyenként 60 kg aktív nyírfaszenet tartalmazó szűrőoszlopon jut át. Az aktív szén molekulái az összes szennyeződést megkötik, így lesz a Kalinka vodka minden zavaró, kellemetlen illattól és íztől mentes, egyedülállóan tiszta vodka. A tízszeres szűrés után még egy aranyszálas szűrőn is átcsörgedeztetjük, ennek köszönhetően válik az ital egyenletesebbé, lágyabbá, selymesebbé.

### A Kalinka termékcsalád tagjai
- Kalinka Vodka
- Kalinka Citrus – GMO-mentes termelésből származó alapanyagok felhasználásával, 100     %-ban természetes összetevőkből készül.
- Kalinka     Uborka – A Kalinka Uborka a Kalinka család legújabb tagja.     GMO-mentes termelésből származó alapanyagok felhasználásával, 100 %-ban     természetes összetevőkből készül.

Fogyasztását long drink formájában ajánlják.
A gyümölcsösebb és édesebb ízeket kedvelők számára a Kalinka Alma és Vörösáfonya likőrök kiváló választás lehet, visszaidézik a napsütötte alma és a zamatos vörösáfonya ízeket. Kiválóak magában, shotként elfogyasztva.

## Zwack Maximilian
A Zwack Maximilian kissé édeskés, likőrös stílusú, 33% alkoholtartalmú szeszes ital, mely borpárlat, finomszesz, bor és növénykivonatok elegyítésével készül. A terméket a marketingje azon Tokay Brandy utódjaként azonosítja, amit 1912-ben jegyzett be a Zwack, megalkotójának pedig Zwack Maximiliant, a gyár társtulajdonosát, az alapító Zwack József öccsét tartja a családi emlékezet. A fiatalabbik Zwacknak a borkészítés volt a fő érdeklődési köre és borkereskedelmi körökben is megfordult, majd érdeklődését és a családi gyár működési területét összekapcsolva egy magyar brandy elkészítését határozta el. A Tokay Brandy-t a II. világháborúig gyártotta a Zwack, utána azonban a recept elkallódott, az újbóli termelése nem indult meg és a később államosított gyárban sem vették gyártásba. A ital receptje a Zwack Múzeum felállításakor, a régi levelek kiállításra történő válogatásakor állítólag előkerült, és a gyár elhatározta, hogy új néven és új dizájnnal újra gyártásba veszi a feledésbe merült terméket. A korabeli Tokay Brandy és a mai Maximilian szeszesital tényleges hasonlóságai nem ismertek, de a Tokay Brandy ismert export palackjai 40% alkoholtartalmat és tényleges brandyt jelöltek.
A borpárlat tokaji borokból – főként furmintból – készül. A 33%-os töménységű alkoholfok beállítását, a párlat lágyítását vízzel, valamint a párlat eredeti kiinduló borának hozzáadagolásával végzik. A lepárlást követően tölgyfahordóban érlelik, majd palackozás előtt hársfavirágágyon szűrik át.
A Zwack Maximilian marketingleírása
- Egy olyan borpárlat, amely egyedi alapanyagokból, világhírű tokaji borokból készül, amelyet egyedülálló módon hársvirág fűszerez. Szakértő kezek készítik, tölgyfahordóban érlelik, mielőtt saját, egyedi palackjába kerülne. Nem csak a termék elkészítése, hanem a története is különleges: egy olyan régi-új márkáról van szó, amely korábban, a századfordulón is nagy népszerűségnek örvendett, azonban manapság, a XXI. században is modern italnak számít.[30]

## Kalumba
A Kalumba a Zwack 2018-ban megjelent ginmárkája, amellyel két terméket forgalmaznak.
A Kalumba Madagascar Spiced Gin egy 2018-ban megjelent „ízesített gin”, nevét a kalumbagyökérről kapta. A Kecskeméti Zwack Párlatmanufaktúrában készült párlatot tölgyfahordóban, aszalt fügén érlelik, és 37,5% alkoholtartalommal palackozzák.
A Kalumba White Dry Gin egy natúr gin, melynek a boróka mellett hozzávalói többek közt a kubebabors, a citromnád, a narancshéj, a „citrus mirtusz”, a rózsabors, a koriander, a curacaohéj és a kalumbagyökér is. A gyártó jégre töltve, gin-tonikként ajánlja. Alkoholtartalma 37,5%.